# Русиновка (Могилёвская область)
Руси́новка (бел. Русінаўка) — деревня в составе Осиновского сельсовета Чаусского района Могилёвской области Республики Беларусь.

## Население
- 2010 год — 8 человек